# Corydalis persica
Corydalis persica är en vallmoväxtart som beskrevs av Adelbert von Chamisso och Schlecht.. Corydalis persica ingår i släktet nunneörter, och familjen vallmoväxter. Inga underarter finns listade i Catalogue of Life.